# 拉斯伯恩號驅逐艦 (DD-113)
拉斯伯恩號驅逐艦（舷號DD-113）是一艘美國海軍建造的驅逐艦，為維克斯級驅逐艦的39號艦。她是美軍第一艘以拉斯伯恩為名的軍艦，原意為紀念美國獨立戰爭時期的私掠軍官約翰·拉斯本（John Rathbun），然而海軍官方卻將其姓名誤拼為拉斯伯恩（Rathburne），且未有更正。
拉斯伯恩號在1917年於克雷普父子造船廠開始建造，在1918年下水服役，其時第一次世界大戰已即將結束。戰後拉斯伯恩號先調到太平洋，再調往遠東亞洲艦隊，並曾到訪日本長崎。1923年拉斯伯恩號退役，直到1930年才重返現役，期間曾參與海軍演習，主要用作訓練。太平洋戰爭期間，拉斯伯恩號在1944年改裝為高速運輸艦，並參與安加爾戰役、雷伊泰島戰役、仁牙因灣戰役及沖繩戰役。戰事末期，拉斯伯恩號遭神風特攻隊自殺飛機擊傷，而要返國維修。戰後拉斯伯恩號在1945年退役除籍，並在1946年出售拆解。
拉斯伯恩號在第二次世界大戰共獲得六枚戰鬥之星。